# Frailes (Spanyolország)
Frailes település Spanyolországban, Jaén tartományban. Frailes Alcalá la Real, Valdepeñas de Jaén, Noalejo és Montillana községekkel határos. Lakosainak száma 1551 fő (2024).

## Népesség
A település népessége az elmúlt években az alábbi módon változott:
| Lakosok száma | 1858 | 1804 | 1775 | 1788 | 1723 | 1648 | 1610 | 1575 | 1565 | 1551 |
|               | 2001 | 2004 | 2007 | 2009 | 2012 | 2014 | 2017 | 2019 | 2022 | 2024 |